# Myriopholis algeriensis
Espèce
Synonymes
- Glauconia algeriensis Jacquet, 1896
- Leptotyphlops algeriensis (Jacquet, 1895)
- Glauconia natatrix Andersson, 1937
- Leptotyphlops natatrix (Andersson, 1937)
- Myriopholis natatrix (Andersson, 1937)

Statut de conservation UICN

 LC  : Préoccupation mineure
Myriopholis algeriensis est une espèce de serpents de la famille des Leptotyphlopidae.

## Répartition
Cette espèce se rencontre en Tunisie, en Algérie, au Maroc, au Sahara occidental, en Mauritanie, au Mali, au Niger et en Gambie.

## Description
L'holotype de Myriopholis algeriensis mesure 280 mm dont 19 mm pour la queue et dont le diamètre du corps au milieu du corps est de 2 mm. Cette espèce a la face dorsale grisâtre et la face dorsale blanchâtre. L'ensemble du corps est très brillant.

## Étymologie
Son nom d'espèce, composé de algeri[e] et du suffixe latin -ensis, « qui vit dans, qui habite », lui a été donné en référence au lieu de sa découverte, Hammam Salahin à 6 km au nord de Biskra en Algérie.

## Publication originale
- Jacquet, 1896 : Sur la présence d'un Typhlops en Algérie. Bibliographie Anatomique, vol. 4, p. 79–81 (texte intégral).